# Gatzerí
El gatzerí (Prunus padus) és un arbre caducifoli molt estrany dels Països Catalans, ja que només el localitzem en una petita zona que va des de la Vall d'Aran fins a la Cerdanya.
Forma part de la família de les rosàcies i es troba a l'estatge subalpí i montà. Segons la fitogeografia, el gatzerí és eurosiberià i centreeuropeu. A Àsia i a l'Europa central té lloc als espais humits i als dipòsits al·luvials.
Aquest arbre s'aixeca des de 5 fins a 10 metres d'alçària generant un ramatge ample de branques pèndules.
Les flors que el formen són blanques, es troben agrupades formant ramells llargs, penjants, i tenen cinc pètals i diversos estams.
Les fulles són el·líptiques, el limbe és finament dentat amb dents agudes, els nervis de l'invers són poc ressaltats i tenen una mida entre sis a deu centímetres.
El temps de floració és entre els mesos d'abril i juny. En aquesta època, les flors de l'arbre són blanques i aromàtiques i es presenten en raïms penjants. El fruit n'és una drupa de color negre, aspra, com un pèsol en la seva maturitat, i fa entre 6 i 8 mil·límetres.
| Classificació |                           |
| ------------- | ------------------------- |
| Nom científic | Prunus padus              |
| Família       | Rosàcies                  |
| Fitogeografia | Eurosiberià-Centreeuropeu |
| Formes vitals | Macrofaneròfit            |